# Frate Sole
Frate Sole è un film muto italiano del 1918 sulla vita di Francesco d'Assisi diretto da Ugo Falena e Mario Corsi, con sceneggiatura di quest'ultimo.
La vita di San Francesco basata su quattro episodi: Il bacio al lebbroso, Sulle orme del poverello d'Assisi, Il tempo e Le stigmate.
La pellicola è stata restaurata nel 1998 a cura della Fondazione Cineteca Italiana.